# 주앙 네투 (유도 선수)
주앙 안드레 핀투 네투(포르투갈어: João André Pinto Neto, 1981년 12월 28일~)는 포르투갈의 전직 유도 선수이다. 올림픽에 2회(2004, 2008) 참가했으며 세계 선수권 대회에서 동메달 1개, 유럽 선수권 대회에서 금메달 1개를 획득했다.